# Боксер
Боксер е порода от силни и атлетични, средновисоки, късокосмести домашни кучета. Те са с пясъчен или тигров цвят и „сплескана“ муцуна с характерен изглед.

## История
Брабантският буленбайсер е приет за родоначалник на боксера. В миналото тези кучета са развъждани от ловците, тъй като са най-добрият помощник в лова. Тяхната задача е да уловят и задържат вече вдигнатата от гончетата плячка и да я задържат до идването на ловеца. За тази задача са необхидоми кучета с възможно най-широко разположение на челюстите и зъбите, за да могат да захапят здраво и дълго да задържат. Буленбайсерът притежава тези характеристики и е бил широко разпространен и развъждан. Селекцията, започната в края на 19 век, е причина за днешния изглед на боксера – куче с широка муцуна и леко вирнат нос.
Името на буленбайсера означава „хапещ бикове“. Другата базова порода, използвана в първичната селекция, е английският булдог.
Германският Боксер клуб е основан през 1895 в Мюнхен, а първата специализирана изложба на боксери е била проведена в същия град и същата година. Стандартът е бил установен в началото на 20 век заедно с публикуването на развъдната книга или т.нар. Zuchtbuch.
Mühlbauer’s Flocki е първият регистриран в книгата боксер през 1904. Интересното е, че внесената от Франция Alt’s Flora е била една от най-типичните представители на породата за онова време и е допринесла много за установяването им.

### Произход на името
Етимологията на името боксер все още не е напълно изяснено. Възможно е да има връзка с храброто и юначно минало на породата или може би, както други казват с особеността да се изправя на задните си крака и да размахва предните като боксьор и дори да „дриблира“ с тях сякаш играе футбол.

## Изглед
Общ изглед: Боксерът е средно голямо куче с гладка козина, здраво, мускулесто и с добра костна система. Той има добре изразени, силно развити и релефни мускули. Подвижен, игрив и силен, той не би трябвало да изглежда нито тромав, нито пълен, нито слаб. Ражда до 4-5 кученца на чифтосване 

## Темперамент
Боксерът трябва да е спокоен, самоуверен и уравновесен. Темпераментът е от изключително значение и изисква голямо внимание.
Положителни страни:
- Към собственика: Привързаност, преданост;
- Към деца: Защитник, игрив, жизнерадостен (може да е твърде жизнерадостен за много малки деца);
- Към други дом. любимци: Добър, ако е възпитан правилно;
- Към чужденци: Пази семейството, недоверчив към чужденци. Способен да разпознае заплаха и дружелюбен, ако е добре социализиран;
- Към други кучета: Възможни са проблеми, ако не е добре социализиран.

Да се обръща особено внимание:
- Социализация: За да не демонстрира агресия към непознати и непознати кучета от същия пол;
- Ежедневни тренировки: За да не е деструктивен;
- Обучения в подчиняемост: За да прекратите рисковете и лаенето по време на игра и намалите естественото му желание за независимост.

## Популярност
Съгласно статистика от 2005, според American Kennel Club, боксерът е на седмо място по популярност в Щатите и през същата година са били регистрирани 37 268 малки бебета.